# Ocotea killipii
Ocotea killipii là loài thực vật có hoa trong họ Nguyệt quế. Loài này được A.C. Sm. miêu tả khoa học đầu tiên năm 1931.